# TSG Neustrelitz
Maillots
Le TSG Neustrelitz est un club sportif allemand localisé dans la ville de Neustrelitz, dans le Mecklembourg-Poméranie-Occidentale.
Le club dispose aussi d’une section "Gymnastique" et d'une section "Échecs".

## Histoire
Même si vers 1919, il exista un club de football dans la ville, les activités de ce cercle ne dépassa jamais les limites locales.
En 1931, deux clubs locaux, le Techniker FC Corso Strelitz (fondé sous le nom de SC Corso Strelitz-Alt) et le Viktoria Strelitz formèrent la Sportgemeinschaft Corso Viktoria Neustrelitz ou SG Corso Viktoria Neustrelitz.
Le Techniker FC Corso Strelitz joua dans la Mecklenburgischer Fußball-Bund. En 1909, il créa la surprise en dominant les favoris du Schweriner FC 03, du Vorwärts Schwerin 04 et du Rostocker FC pour atteindre le tour final du championnat de la Norddeutscher Fussball-Verband (NFV). Il y fut battu (0-6) par le 1. Kieler FV.

### Époque de la RDA
En 1945, tous les clubs allemands furent interdits et dissous par les Alliés. (voir Directive n°23)
Dès la fin du conflit, diverses Sportgemeinschaften (SG) – Communautés sportives – furent reconstitués pour la pratique de certaines disciplines à l’échelon local. 
En 1950, plusieurs SG furent regroupées pour former la Betriebssportgemeinschaft (BSG) Konsum Neustrelitz. Ce club comportait de nombreuses sections dont une de football.

Ancien logo des BSG Empor à l'époque de la RDA

Après la restructuration des activités sportives par le pouvoir politique communiste et la mise en place des Sportvereinigung, le cercle fut rebaptisé (en 1951) BSG Empor Neustrelitz. L'année suivante, le cercle fit partie de dix fondateurs de la Bezirksliga Neubrandenburg, une des 15 séries instaurées au 3e niveau de la hiérarchie est-allemande. De 1955 à 1963, ces ligues reculèrent au niveau 4 à la suite de la partition de la DDR-Liga, en I. DDR-Liga et en II. DDR-Liga.
En 1958, alors que les compétitions de football est-allemandes suivaient, depuis trois ans, le modèle soviétique et se déroulaient du printemps à la fin de l’automne, soit pendant une même année calendrier, le BSG Empor Neustrelitz remporta le "Groupe 2" de sa Bezirksliga, puis il gagna le match décisif contre le BSG Emport Anklam, vainqueur du "Groupe 1". Grâce à ce titre de "Bezirksmeister", le club monta en II. DDR-Liga. Il fut relégué après une saison.
À la fin du championnat 1963-1964, le club retrouva le titre au 3e niveau et monta en DDR-Liga. Une fois encore, il ne séjourna qu’un seul championnat avant d’être relégué.
En 1967 et 1968, Empor Neustrelitz remporta le titre de sa Bezirksliga, mais échoua à décrocher une promotion lors du tour final.
En 1971, le cercle fut renommé BSG Maschinelles Rechnen Neustrelitz ou BSG MR Neustrelitz. En 1975, le cercle fut retiré du cadre corporatiste et reçut le nom de Turn-und Sportgemeinschaft (TSG) Neustrelitz.
Lors de la saison 1975-1976, le TSG Neustrelitz gagna le titre de la Bezirksliga Neubrandenburg et gagna le droit de monter en DDR-Liga. Versé dans le "Groupe B", il fut relégué après une saison. En 1978, le club remonta et pour la première fois après une montée, il assura son maintien à l’étage supérieur.
Mais dès la deuxième saison, le TSG Neustrelitz termina dernier de la DDR-Liga, Groupe B et redescendit. Il retrouva le titre immédiatement et remonta. Placé dans le Groupe A pour le championnat 1981-1982, il termina...dernier, et retourna en Berzirksliga.
Malgré le titre conquit en 1988, le club ne remonta plus (depuis 1985, un tour final était de nouveau organisé pour désigner les montants car la DDR-Liga avait été réduite de 5 à 2 séries).

### Depuis 1990
Après la réunification allemande, le club remporta la dernière édition de la Bezirksliga Neubrandenburg. Mais celle-ci n’était plus un 3e niveau, mais seulement le 5e du football allemand réunifié. Le TSG Neustrelitz monta donc au niveau 4: la Verbandsliga Mecklemburg-Vorpommern. Il s’en classa troisième en 1992.
Lors des saisons suivantes, le club recula nettement dans le classement. En 1995, il finit 14e sur 16 et rescendit en Landesliga Mecklemburg-Vorpommern, soit au niveau 6 (l’instauration, en 1994, des Regionalligen au 3e étage de la pyramide avait fait reculer toutes les séries inférieures d’un rang).
Après une saison, le TSG Neustrelitz gagna le titre et remonta en Verbandsliga Mecklemburg-Vorpommern, dont il s’adjugea directement le titre en fin de saison 1996-1997. Le cercle  retrouva donc le 4e étage de la hiérarchie: l’Oberliga Nordost Nord.
Il y assura son maintien durant deux saisons, mais termina dernier en 1999-2000 et redescendit en Verbandsliga Mecklemburg-Vorpommern.
Champion en 2002, le TSG Neustrelitz retourna en Oberliga Nordost-Nord. Il ne quitta plus cette ligue qui, en 2008, recula au 5e niveau, lors de la création de la 3. Liga.
En 2010-2011, le TSG Neustrelitz évolue encore en Oberliga NOFV-Nord.

## Palmarès
- Champion de la Bezirksliga Neubrandenburg: 1958, 1964, 1967, 1968, 1976, 1978, 1981, 1988, 1991.
- Champion de la Landesliga Mecklemburg-Vorpommern, Groupe Ost: 1996.
- Champion de la Verbandsliga Mecklemburg-Vorpommern: 1997, 2002.

- Vainqueur de la Mecklemburg-Vorpommern-Pokal: 2007, 2008.

## Localisation

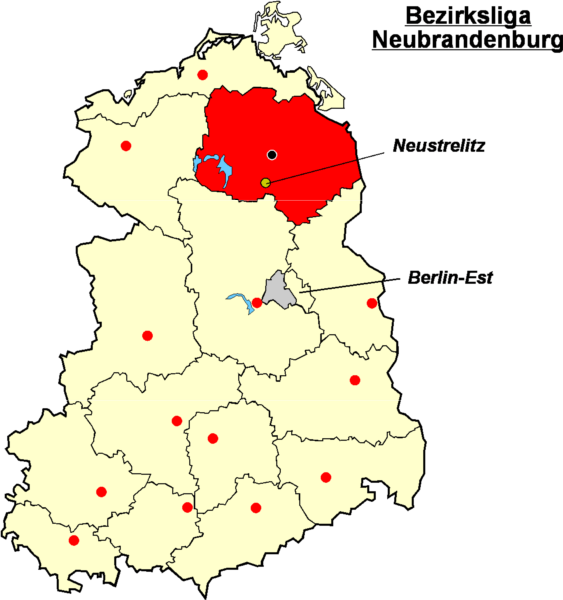
Localisation de Neustrelitz dans la "Bezirksliga Neubrandenburg"